# محوطه کلکام کوه
محوطه کلکام کوه مربوط به دوره اشکانیان است و در شهرستان خرم‌آباد، بخش مرکزی، دهستان رباط نمکی، روستای گندابه واقع شده و این اثر در تاریخ ۲۸ اسفند ۱۳۸۵ با شمارهٔ ثبت ۱۸۸۰۰ به‌عنوان یکی از آثار ملی ایران به ثبت رسیده‌است.